# أولافي أوفينين
أولافي أوفينين (بالفنلندية: Olavi Ouvinen)‏ (10 ديسمبر 1926 – 6 فبراير 1990) هو ملاكم فنلندي راحل، مثّل بلاده في الألعاب الأولمبية الصيفية 1948.

## روابط خارجية
أولافي أوفينين على موقع بوكس ريك (الإنجليزية) (registration required)
- أولافي أوفينين على موقع أوليمبيديا (الإنجليزية)